# دیان ماسلی
دیان ماسلی (سیریلیک صربی: Дејан Мусли؛ زادهٔ ۳ ژانویهٔ ۱۹۹۱) بازیکن بسکتبال اهل صربستان است.
از باشگاه‌هایی که در آن بازی کرده‌است می‌توان به باشگاه بسکتبال مالاگا، باشگاه بسکتبال فوئنلابرادا، باشگاه بسکتبال پارتیزان، باشگاه بسکتبال آندورا، باشگاه بسکتبال ساسکی باسکونیا، و باشگاه بسکتبال مانرسا اشاره کرد.
وی در مسابقات کشوری و بین‌المللی در مجموع برندهٔ ۲ مدال طلا، ۱ مدال برنز شده‌است.